# UKS Basket Aleksandrów Łódzki
UKS Basket Aleksandrów Łódzki – polski żeński klub koszykarski z siedzibą w Aleksandrowie Łódzkim.

## Informacje ogólne
Klub powstał w 2005 roku jako skromny SKS marzący o zaistnieniu w łódzkiej koszykówce. Na początku cały UKS to tylko rocznik 93/94. Kolejne lata to rewolucyjne zmiany: zarządu, kadry szkoleniowej, warunków treningowych, a także utworzenie nowych roczników. To wszystko sprawiło, że dziś UKS Basket Aleksandrów jest znanym i rozpoznawalnym klubem koszykówki młodzieżowej w Polsce i na świecie. Stworzyli wymarzoną bazę treningową opartą na profesjonaliźmie, co skutkuje z roku na rok coraz większymi sukcesami.

### Sztab szkoleniowy
- Trenerzy:

-Dariusz Raczyński
-Adam Rajkowski 
-Inna Kochubei

## Kadra
Stan na 26 października 2014
| Numer | Nazwisko             | Pozycja                             | Kraj   | Data urodzenia | Wzrost (cm) |
| ----- | -------------------- | ----------------------------------- | ------ | -------------- | ----------- |
| 55    | Martyna Batóg        | silna skrzydłowa / środkowa         | Polska | 08.10.1995     | 190         |
| 7     | Katarzyna Bednarczyk | niska skrzydłowa                    | Polska | 03.10.1989     | 184         |
| 5     | Monika Buczak        | rozgrywająca                        | Polska | 15.03.1995     | 170         |
| 15    | Ewa Canert           | środkowa                            | Polska | 01.05.1994     | 182         |
| 6     | Natalia Danych       | rzucająca                           | Polska | 14.05.1995     | 175         |
| 14    | Magdalena Jacak      | silna skrzydłowa                    | Polska | 23.10.1996     | 175         |
| 0     | Daiva Jodeikaite     | środkowa                            | Polska | 01.04.1966     | 187         |
| 44    | Edyta Koryzna        | rozgrywająca / rzucająca            | Polska | 19.03.1973     | 172         |
| 25    | Agnieszka Kret       | silna skrzydłowa / środkowa         | Polska | 30.04.1988     | 185         |
| 17    | Magdalena Pisera     | niska skrzydłowa                    | Polska | 08.03.1995     | 178         |
| 12    | Magdalena Ratajczak  | silna skrzydłowa / środkowa         | Polska | 12.12.1995     | 188         |
| 4     | Magdalena Rzeźnik    | rozgrywająca                        | Polska | 22.07.1983     | 171         |
| 11    | Anita Tomaszewska    | rzucająca / niska skrzydłowa        | Polska | 16.02.1993     | 175         |
| 8     | Natalia Tyczkowska   | niska skrzydłowa / silna skrzydłowa | Polska | 01.07.1995     | 181         |
| 9     | Iga Walentowska      | rozgrywająca                        | Polska | 27.05.1994     | 170         |
| 10    | Martyna Zdunek       | rozgrywająca                        | Polska | 09.05.1996     | 168         |